# モーリー (ラジオパーソナリティ)
モーリー（本名：森川 泰三（もりかわ たいぞう）、1966年 - ）は、日本のラジオパーソナリティ。血液型B型。

## 略歴
- 長い間ラジオ番組の裏方として活動。かつては番組制作会社「プランニングステーション」に籍を置いていて、CROSS FMやfm fukuokaで数々の番組を手掛ける。「BUTCH COUNTDOWN RADIO」に携っていた時には番組のスタッフで結成されたユニット「 ウラカターズ」の一員としてCDデビューした事も。クロスエフエムでは、本人がディレクターとして熊本出身の中島ヒロト を抜擢しハイパーフライデーJ‘sジャーナルを人気番組にする。その後、本人の会社に引き抜き FM802 のDJオーディションで合格する事になる。
- 表舞台に出るようになったのはCROSS FM「CROSS SUPER SUNDAY」。スタート時から番組に出演し、ナオトとの名コンビで地元中高生から「日曜日のパパ」として人気を集める（ちなみにスタート当初は名前がタイムテーブルにクレジットされていなかった）。
- この他fm osakaでも番組を担当したり、FM802、FM OSAKA、TOKYO FM、ZIP FM、FM AICHI、CROSS FM、fm fukuokaなどの放送局で数々の番組を手掛け、広い範囲で活躍している。
- スカイダイビングや柔道、レスリングなど体育会系の趣味の持ち主でもある。
- ちなみにモーリーというDJネームを名乗るようになったのは、本人曰く「CROSS FMに出るのに森川泰三ではカッコ悪い」からだと言う。
- 夢ロード川添商店街振興組合に「できたてのロールケーキ ロール」をプロデュース「関西ロールケーキ四天王」と呼ばれ全国のロールケーキブームの一翼を担う。

## 制作番組
1989年4月
FMFUJI
アップ・アンド・カミング　ジャック・イン・ザ・ライブ・ボックス 他.（東京）
1990年4月
α-station  開局スタッフ（京都）
1992年6月
クロスFM 開局スタッフ
（福岡）HOT 100　- JUDY AND MARY - YUKIの「NON STOP RADIO JAM」　鶴久政治の「NON STOP RADIO JAM」
1992年10月
ZIP FM 開局スタッフ（名古屋）
1994年4月
FM802
FUNKY EXPRESS 802 - JUDY AND MARY - YUKIの「LOVE OVER TIME」　SUNDAY MUSIC MARKET（大阪）
FM福岡
BEAT JUNGLE（福岡）他
1996年4月
FM福岡 BUTCH COUNTDOWN RADIO（FM福岡）
1997年4月
TOKYO FM　エモーショナル・ビート（東京）
1998年4月
FM福岡　SUPER RADIO MONSTER ラジ★ゴン　SMASH WAVE，J-HITS RADIO（福岡）
2000年4月
FM802
SONIC STYLE
2001年4月
FM愛知
POWER MIX POWER COUNTDOWN A100
2003年4月
CROSS FM（福岡）
ケイタクのラジオ三昧　クロス・スーパー・サンデー　九州電力J-POP POWER COWNTDOWN
2004年4月
FM大阪 モーリー・キング・ストリート851（FM OSAKA）
他多数番組
2006年4月
CROSS FM クロス・パワー・キャスト
2006年4月
FM大阪
「HELLO!」
FM802やCROSS FMで、特にCROSS FMでは開局時から活躍

## 担当していた番組
- CROSS POWER CAST FRIDAY EDITION（CROSS FM・金曜11:00-15:00）
- CROSS SUPER SUNDAY（CROSS FM・日曜21:00-24:00）
- King Street 851（fm osaka・火曜深夜3:00-5:00）